# Miguel A. Valda Paredes
Miguel A. Valda Paredes (* 7. Mai 1884 in Sucre (Bolivien); † 26. Oktober 1957 in Sucre (Bolivien)) war ein bolivianischer Komponist.

## Leben
Miguel A. Valda Paredes erhielt seinen ersten Unterricht am Klavier, der Flöte und Gitarre durch Manuel Caballero und war während seiner Jugendzeit Mitglied des Orchesters der Kathedrale von Sucre. Später erhielt er Kompositionsunterricht durch Simeón Roncal. Für seinen Lebensunterhalt studierte er Jura und arbeitete zeitlebens in verschiedenen Positionen als Jurist in öffentlichen Ämtern in Sucre. Seine Arbeit als Komponist verfolgte Miguel A. Valda Paredes in seiner Freizeit. Er komponierte eine Vielzahl an Cuecas, die in der Geschichte der bolivianischen Kunstmusik von Bedeutung sind.

## Kompositionen (Auswahl)
- 36 Cuecas für Klavier
- 6 Tristes für Klavier